# Lake Williamson
Der Lake Williamson ist ein Gebirgssee im Westland District der Region West Coast auf der Südinsel von Neuseeland.

## Geographie
Der Lake Williamson befindet sich östlich angrenzend unterhalb des Andy Glacier, der sich vom Olivine Ice Plateau in einem Rechtsbogen auf den See zubewegt. Südlich des Sees erhebt sich die bis zu 2185 m hohen Five Fingers Range. Der Lake Williamson, der auf einer Höhe von 655 m anzutreffen ist, verfügt über eine Flächenausdehnung von 50,9 Hektar und erstreckt sich über eine Länge von rund 1,15 km ist Ost-West-Richtung. An der breitesten Stelle misst der See rund 680 m und der Umfang des Sees bemisst sich auf eine Länge von rund 3,32 km.
Neben den Zuflüssen von dem Gletscher tragen einige Gebirgsbäche ihre Wässer dem Lake Williamson zu. Entwässert wird der See an seinem östlichen Ende über den Williamson River, der später in den Arawhata River mündet.